# Frohen-sur-Authie
Frohen-sur-Authie é uma comuna francesa na região administrativa de Altos da França, no departamento de Somme. Estende-se por uma área de 7,08 km². Em 2010 a comuna tinha 240 habitantes (densidade: 33,9 hab./km²).